# 宇須岸館
宇須岸館（うすけしだて）は、河野政通によって築かれた北海道函館市にあった城。
道南十二館のうちの一つ。函館（箱館）の地名の由来となったとする説がある。

## 名称の由来
アイヌ語で「ウスケシ（湾の端）」「ウショロケシ（入江の端）」、と呼ばれていたところを、和人が「宇須岸」、「臼岸」（読みは共にウスケシ）とあてたとされる。そこに河野氏が館を立てたことで、「宇須岸館」と呼ばれるようになった。
箱館の地名の由来は、その館が箱の形に似ていたためとされているが、詳しくは函館市#地名の由来を参照。

## 歴史
注：ここでの箱館とは、特に断りのない限り、現在の函館市や旧亀田市の範囲を指すものではなく、箱館桝形（現・豊川町、大手町境界、函館市企業局交通部魚市場通停留場付近にあった番所）より函館山側の地域をいう。
1454年（享徳3年）、河野政通と、武田信広らが蝦夷地に渡来した。政通は、函館湾奥の函館山山麓の土地に、東西に約60m、南北に約50mの館を築いた。概ね東側は基坂、西側は東坂の範囲で、ほぼ市立函館病院跡であり、四方に土塁や乾濠をめぐらしていたとされる。
1457年（長禄元年）、コシャマインの戦いで道南十二館のうち、同館を含む十館がアイヌによって攻め落とされた。このとき、政通は討ち死にしたといわれるが諸説ある。1512年（永正9年）、ショヤ・コウジ兄弟の戦いによって、河野季通が敗れたため、箱館のあたりは以後百余年にわたって衰微し、和人らは亀田（旧・函館市大字亀田村。亀田八幡宮）周辺に移り住んだとされる。その後の宇須岸館は、自然廃館したと予測されるが、詳細は不明。
18世紀初頭（元禄時代末）、再び亀田周辺より箱館周辺に住民が流入し、それに伴い寺院なども移転し始め、箱館港の発展が顕著になった。1741年（寛保元年）、松前藩のこの地域の行政庁である「亀田番所」が宇須岸館跡地に移された。
1799年（寛政11年）、幕府は東蝦夷地を直轄地とし、1802年（享和2年）には、箱館奉行所の庁舎も跡地に置かれた。明治には開拓使の庁舎、戦後も北海道庁函館支庁庁舎など、宇須岸館跡は函館の政治の中心であり続けた。

## アクセス
- 軌道
  - 末広町停留場 (北海道) - 函館市企業局交通部
- 路線バス
  - 元町公園前 - 函館バス3系統
  - 公会堂前 - 函館バス43、43A、43E、43F系統